# پی آتش‌دان
پی آتش‌دان یک ستاره است که در صورت فلکی آتشدان قرار دارد.